# デセプション島

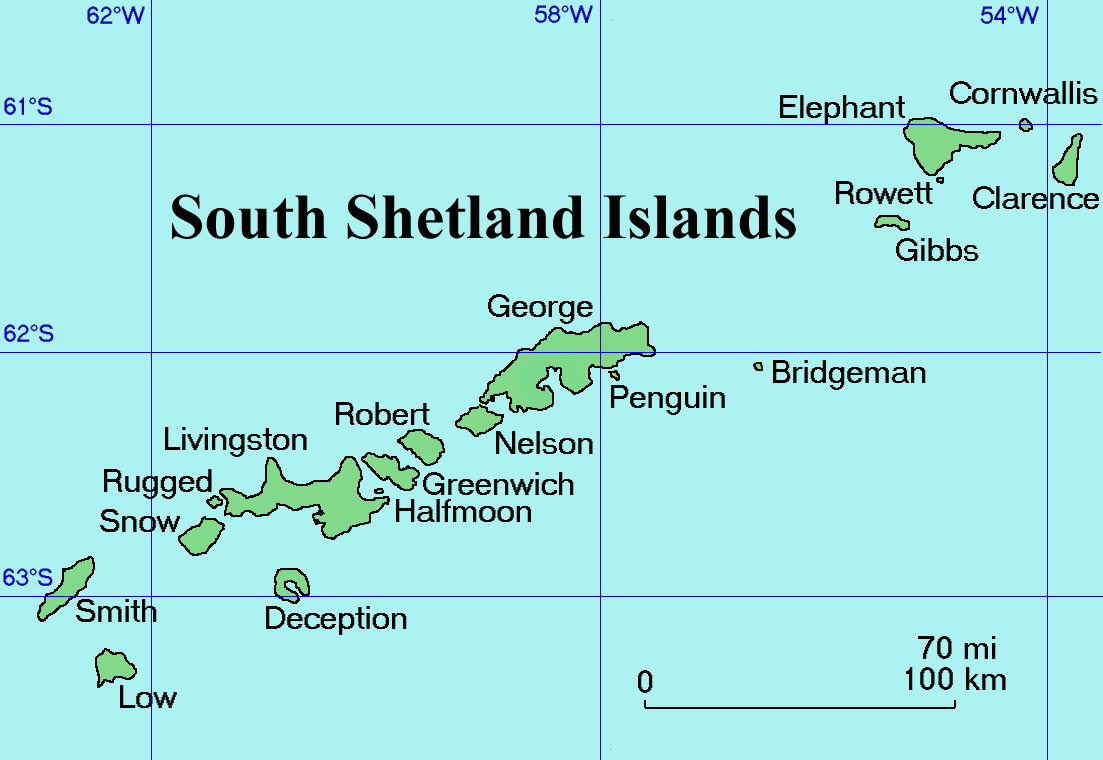
サウス・シェトランド諸島の地図。デセプション島は南西部に位置する

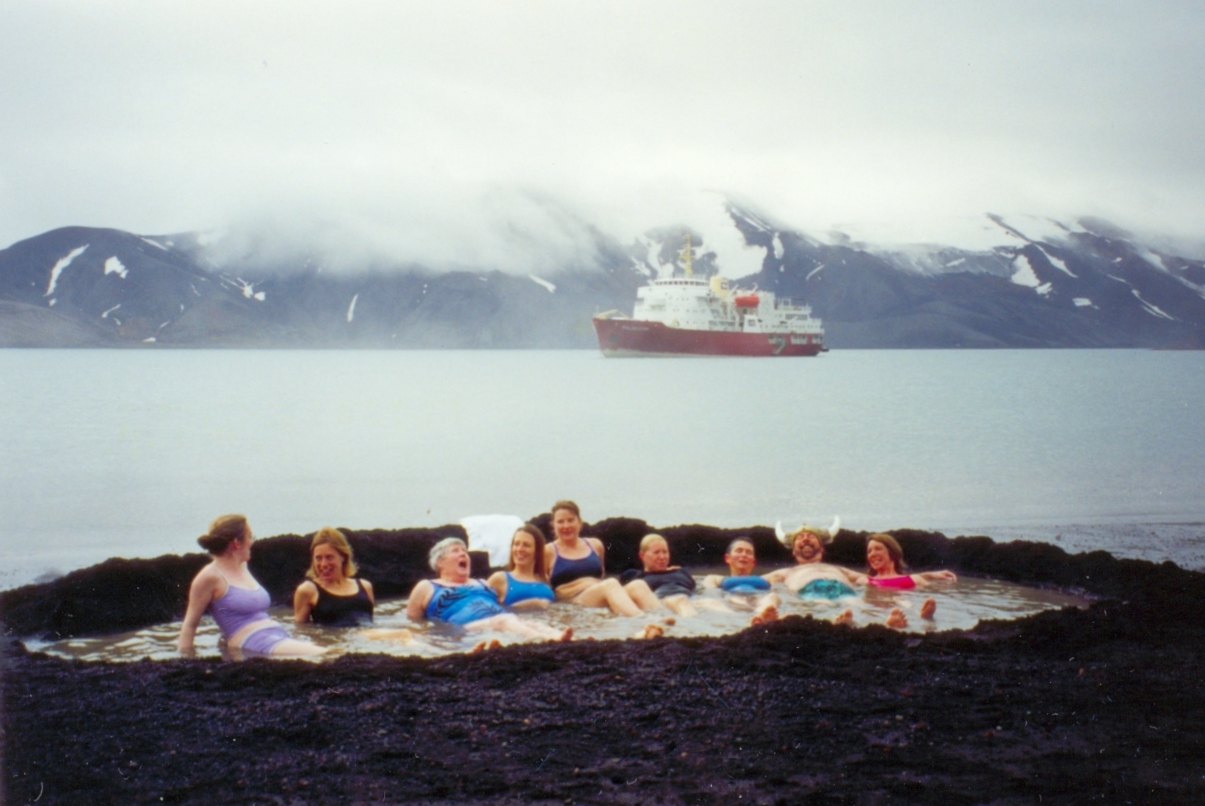
デセプション島の温泉

デセプション島（デセプションとう）とは、南極海に存在するサウス・シェトランド諸島を構成する島の一つ。南極半島の近海に連なる島の一つである。

## 概要
南緯62度57分、西経60度36分に位置する。活火山があり、1970年に噴火して観測基地が被害を受けた。島はほぼ円形をしており、直径は約12kmである。最高地点はMt Pondで、標高542 mである。島の中央には大きな湾Port Fosterがあり、長さは約9km、幅は約6kmである。湾の入り口は狭く、幅は230 mで、Neptune's Bellowsと呼ばれる。Neptunes Bellowsから内側に入ったところにはWhalers Bayがあり、そこは黒い砂浜になっている。
火山の影響で地熱が高い。熱のため雪が解け、南極付近では珍しく地表がむき出している。またディセプション島はペンギンの繁殖地としても知られている。
19世紀初頭以来、デセプション島は南極の嵐や氷山からの避難場所となっていた。最初はアザラシ狩猟者、1906年にはノルウェーとチリの捕鯨会社がWhalers Bayをfactory shipの基地として使用した。そして、1914年までにここを基地とする会社は13となった。

## 温泉
南極付近で唯一の温泉が湧き出ている。世界最南端の温泉でもある。カルデラ内部の海浜は、数箇所から湧き出る熱鉱泉で熱を持っている。そのままではかなりの高温のため、海水と混ざった部分に寝転がって入浴することができる。
一般的な、南極クルーズツアーで、この島の温泉を訪れることが可能である。